# Mindhunter
Mindhunter est une série télévisée américaine créée par Joe Penhall, produite par David Fincher et Charlize Theron, qui est diffusée sur Netflix à partir du 13 octobre 2017. Elle s'inspire des livres Mindhunter : Dans la tête d’un profileur et Le tueur en face de moi (parution française en novembre 2019) écrits par John E. Douglas et Mark Olshaker, éditions Michel Lafon. Avant même la diffusion de sa première saison, la série a été renouvelée pour une seconde saison.

## Synopsis[4]
En 1977, à l'aube de la psychologie criminologique et du profilage criminel au sein de l'Unité d'analyse comportementale du FBI, les agents Holden Ford et Bill Tench vont, avec l'aide de la psychologue Wendy Carr, s'entretenir avec plusieurs tueurs en série à travers les États-Unis. Ensemble, ils vont tenter de cerner la personnalité de nombreux meurtriers afin d'acquérir les connaissances nécessaires à l'avancée de la recherche en sciences comportementales et en criminologie, ainsi qu'à la résolution d'affaires criminelles.

## Distribution

### Acteurs principaux
- Jonathan Groff (VF : Marc Arnaud) : Holden Ford, agent spécial du FBI
- Holt McCallany (VF : Thierry Hancisse) : Bill Tench, agent spécial du FBI
- Anna Torv (VF : Odile Cohen) : Wendy Carr, psychologue et universitaire
- Stacey Roca (VF : Vanina Pradier) : Nancy Tench, épouse de Bill Tench (saison 2, récurrente saison 1)
- Joe Tuttle (VF : Jean-Christophe Dollé) : Greg Smith, agent spécial du FBI (saison 2, récurrent saison 1)
- Albert Jones (VF : Frantz Confiac) : Jim Barney (saison 2, invité saison 1)
- Michael Cerveris (VF : Christian Gonon) : Ted Gunn (saison 2)
- Lauren Glazier (en) (VF : Karine Texier) : Kay Manz (saison 2)
- Sierra McClain (VF : Déborah Claude) : Tanya Clifton (saison 2)
- June Carryl (VF : Viginie Emane) : Camille Bell (saison 2)

### Anciens acteurs principaux
- Cotter Smith (en) (VF : Hervé Bellon) : Shepard, chef de l'Unité des sciences comportementales (saison 1, invité saison 2)
- Hannah Gross (VF : Elisabeth Ventura) : Deborah "Debbie" Mitford (saison 1)

### Acteurs récurrents
- Alex Morf (VF : Sébastien Desjours) : Inspecteur Mark Ocasek
- Joseph Cross : Benjamin Barnwright
- Marc Kudisch : Roger Wade
- Michael Park (en) : Peter Dean
- George Sheffey : John Boylen
- Lena Olin : Annaliese Stilman
- Duke Lafoon (VF : Laurent Morteau) : Inspecteur Gordon Chambers
- Peter Murnik (en) : Inspecteur Roy Carver
- Thomas Francis Murphy : Inspecteur McGraw
- Nate Corddry (VF : Antoine Schoumsky) : Detective Art Spencer (saison 2)
- Regi Davis (VF : Serge Faliu) : Maynard Jackson (saison 2)
- Gareth Williams (VF : Paul Borne) : Redding (saison 2)
- Drew Seltzer : Dale Harmon (saison 2)
- Dohn Norwood (en) (VF : Daniel Lobé) : Lee Brown (saison 2)
- Brent Sexton : Garland Periwinkle (saison 2)
- Christopher Livingston : Wayne Williams (saison 2)

### Acteurs interprétant des criminels
- Cameron Britton (VF : Bruno Magne) : Edmund Kemper
- Sonny Valicenti (VF : Benjamin Gasquet) : Dennis Rader, alias BTK
- Jack Erdie : Richard Speck
- Happy Anderson : Jerry Brudos
- Sam Strike (en) : Montie Rissell
- Adam Zastrow : Darrell Gene Devier
- Oliver Cooper (en) : David Berkowitz
- Michael Filipowich : William Pierce Jr.
- Corey Allen : William Henry Hance
- Robert Aramayo (VF : Théo Frilet) : Elmer Wayne Henley Jr
- Damon Herriman (VF : Bruno Choël) : Charles Manson
- Christopher Backus (en) (VF : Valentin Merlet) : Tex Watson
- Morgan Kelly (en) : Paul Bateson
- Christopher Livingston : Wayne Williams

## Production et développement
Le développement de Mindhunter a commencé en 2009 lorsque Charlize Theron a remis une chronique policière de l'agent du FBI John Douglas intitulée Mindhunter: Inside the FBI's Elite Serial Crime Unit à David Fincher. En janvier 2010, le projet Mindhunter a été mis en place chez Fox 21, qui avait pris une option sur le livre, ainsi que sur la chaîne câblée premium HBO. Scott Buck a été engagé pour écrire le pilote. Fincher, principalement connu comme réalisateur et producteur de films, avait alors le sentiment que la télévision lui était « complètement étrangère ». Il a ensuite travaillé sur la série politique House of Cards, pour laquelle il a coproduit et réalisé les deux premiers épisodes. Charlize Theron avait suggéré le dramaturge et scénariste Joe Penhall en tant qu'auteur, mais Fox 21 a abandonné le projet.
En février 2016, Netflix a annoncé la production de Mindhunter. Le tournage a commencé en mai 2016. Des appels de casting ouverts ont eu lieu les 16 avril et 25 juin 2016. L'épisode 9 de la saison 1 a été filmé à Moundsville, en Virginie.
Le personnage Holden Ford est inspiré de l'agent du FBI John Douglas, et Bill Tench de l'agent du FBI Robert Ressler. Le personnage de Wendy Carr est basé sur la psychologue et professeure d'université Ann Burgess. Cette éminente professeure du Boston College a collaboré avec les agents du FBI de la Behavioral Science Unit et obtenu des subventions pour mener des recherches sur les meurtriers et les violeurs, en particulier d'enfants. Son travail consiste à traiter les victimes de traumatismes et d'abus sexuels et à étudier le processus de pensée des délinquants. Dans la série, les personnages des tueurs ont été imaginés à partir de réels criminels condamnés et les dialogues lors des scènes en prison ont été écrits à partir d'entretiens qui ont réellement eu lieu. Bien que cela ne soit pas explicitement indiqué, on sait que Dennis Rader est le tueur BTK apparaissant dans plusieurs vignettes au cours de la première saison. Ceci est clarifié dans la seconde saison.
La musique est écrite par Jason Hill.
La série est renouvelée pour une seconde saison avant sa première sur Netflix. À l'origine, la seconde saison était prévue pour huit épisodes ; finalement un neuvième épisode a été ajouté. Le tournage de la seconde saison a eu lieu entre avril et décembre 2018. Les réalisateurs de la seconde saison étaient David Fincher, Andrew Dominik et Carl Franklin.
En février 2023, David Fincher confirme qu'il n'y aura pas de saison 3.

### Tournage
Le tournage a eu lieu en Pennsylvanie, notamment à Pittsburgh et McKeesport et a débuté en mai 2016.
La société RED a développé des caméras spécialement pour David Fincher et son équipe, la RED Xenomorph.

### Fiche technique
Sauf indication contraire, les informations mentionnées dans cette section peuvent être confirmées par la base de données cinématographiques IMDb,  présente dans la section « Liens externes ».
- Titre original et français : Mindhunter
- Création : Joe Penhall
- Réalisation : David Fincher, Carl Franklin, Andrew Douglas, Asif Kapadia, Tobias Lindholm et Andrew Dominik
- Scénario : Joe Penhall, Ruby Rae Spiegel, Jennifer Haley, Tobias Lindholm, Erin Levy, Carly Wray (saison 1) ; Doug Jung, Joshua Donen, Courtenay Miles, Phillip Howze, Colin J. Louro, Pamela Cederquist , Liz Hannah, Alex Metcalf, Shaun Grant (saison 2), basé sur les livres Mindhunter : Dans la tête d’un profileur et Le tueur en face de moi écrits par John E. Douglas
- Décors : Tracey A. Doyle et Andrew Baseman
- Costumes : Jennifer Starzyk
- Photographie : Erik Messerschmidt et Christopher Probst
- Montage : Kirk Baxter, Tyler Nelson et Byron Smith
- Casting : Laray Mayfield, Julie Schubert
- Musique : Jason Hill
- Production : Jim Davidson, Mark Winemaker et Liz Hannah
- Coproducteur : William Doyle, Peter Mavromates, Kirk Baxter et Jennifer Haley
- Producteurs délégués : David Fincher, Charlize Theron, Ceán Chaffin, Jennifer Erwin, Joshua Donen, Beth Kono, Courtenay Miles et Joe Penhall
- Producteurs associés : Andrea McKee
- Sociétés de production : Denver and Delilah Productions et Panic Pictures
- Société de distribution : Netflix
- Budget :
- Pays d'origine :  États-Unis
- Langue originale : anglais
- Format : couleur — numérique (HDTV) — 2,20:1 — son Dolby Digital
- Genre : policier, thriller
- Nombre de saisons : 2
- Nombre d'épisodes : 19
- Durée : 34 à 72 minutes
- Dates de première diffusion :
  - Monde : 13 octobre 2017
- Classification :
  - États-Unis : TV-MA

## Liste des épisodes de la première saison (2017)

### Résumé
En 1977, le jeune agent du FBI Holden Ford fait la rencontre d'un collègue plus expérimenté, Bill Tench, avec qui il monte un projet de profilage criminel au sein du département des Sciences comportementales à Quantico (l'Académie du FBI). Très vite, ils recrutent une universitaire en psychologie, le Dr Wendy Carr, qui va les aider à établir un protocole permettant de mener des entretiens avec des criminels condamnés pour crimes violents, et analyser ensuite ces entretiens afin de cerner et anticiper au mieux la psychologie des meurtriers. Ils vont se rendre ainsi dans plusieurs prisons du pays afin d'interroger des tueurs, tout en aidant parfois les polices locales sur des affaires en cours.

### Épisode 1:Le Négociateur
Holden Ford est "hostage negociator" au FBI. Il arrive sur une scène de prise d'otages où il tente de négocier avec le forcené qui finit par se suicider. 
À Quantico, à l'Académie du FBI, Holden est dans le bureau de son patron, Shepard, qui le félicite malgré ce que Holden considère comme un échec, et lui propose un poste de professeur à temps plein. Un jour, après son cours, Holden écoute à la porte de la classe d'à côté un autre professeur. Très intéressé, il l'aborde et l'invite à boire un verre pour discuter criminologie. Plus tard dans la soirée, dans ce même bar, il rencontre Debbie, étudiante en sociologie, qu'il suit ensuite à un concert. Le courant passe bien, elle lui fait découvrir plusieurs notions de sociologie qui font écho à son travail. Un jour, Holden donne un cours pratique de simulation de prise d'otage, sous l'œil critique de Shepard. Ce dernier lui demande de cesser l'exercice à l'avenir. Holden le sollicite cependant pour lui demander de suivre un cours de criminologie à l'Université de Charlotteville. Il reçoit son accord, à condition d'en profiter pour recruter pour le FBI. Mais Holden s'y sent mal accueilli, par le professeur et par les autres étudiants, car tous ont compris qu'il était du FBI. Son idylle avec Debbie se poursuit. Holden rencontre ensuite à Quantico Bill Tench, qui a créé et dirige la "Behavior Science Unit" (unité des sciences comportementales). Ce dernier commence par lui proposer de l'accompagner dans son travail de formateur itinérant. Leur 1er "road school" en binôme se déroule dans l'Iowa, où la police locale, profitant de leur passage, leur demande de l'aide sur le meurtre violent de Ada Jeffries et de son fils. Ils émettent des hypothèses mais échouent à se mettre d'accord.

### Épisode 2:La Rencontre
Avant générique : e d'un mystérieux personnage, "l'homme du Kansas", que l'on verra ensuite régulièrement, presque à chaque début d'épisode. 
Holden et Bill sont en déplacement en Californie, de nouveau en désaccord au sujet d'une possible visite à Charles Manson, le célèbre criminel, emprisonné dans le pénitencier de Vacaville. Sur les conseils d'un flic local, Holden rend finalement visite dans ce même pénitencier, sur son temps libre, à Ed Kemper, un meurtrier qui a assassiné plusieurs étudiantes, ainsi que sa mère. Bill préfère aller jouer au golf. Ils enchaînent ensuite les trajets en avion, en voiture, les hôtels et les restaurants… À Sacramento ils sont consultés sur un cas d'agression d'une vieille dame et de son chien. Puis Bill accompagne Holden lorsqu'il retourne voir Ed Kemper et commence lui aussi à s'intéresser au sujet. De retour à Quantico, les deux agents ont un échange musclé avec leur supérieur, Shepard, qui finit par accepter de les laisser poursuivre leurs entretiens avec des prisonniers. Il leur octroie un bureau au sous-sol.

### Épisode 3:L'Arrestation
1re scène : Holden et Bill sont à Boston, en rendez-vous avec le Dr Wendy Carr, professeur de psychologie à l'Université, auteur d'un livre sur les sociopathes en col blanc (les grands patrons), que Bill connaît déjà et à qui il a envoyé les notes de Holden sur Ed Kemper. Au début, plutôt admirative, elle les encourage à améliorer leur méthodologie. Mais elle comprend qu'ils mènent leurs entretiens de façon informelle, en plus de leurs cours, et au gré de leurs déplacements. Plus tard, à Quantico, ils reçoivent un appel de Sacramento où une 2e femme a été attaquée et tuée. Ils retournent sur place pour aider à cette enquête, et de nouveau ils rencontrent Ed Kemper. Ils résolvent l'enquête en s'appuyant sur leur analyse du cas de Kemper. Bill suggère alors d'inviter Wendy Carr à Quantico, pour reparler avec elle de leur projet et lui demander de les aider à établir une stratégie.

### Épisode 4:LeDrWendy Carr
Holden et Bill rencontrent Montie Rissell, en Virginie. De retour à Quantico, ils débriefent l'interview avec Wendy, qui maintenant travaille avec eux. Ils cherchent à identifier les éléments de stress ayant poussé Rissel à tuer, comparent son profil avec celui de Kemper. Wendy les questionne sur l'organisation et le fonctionnement du FBI, et perçoit leur manque de temps et de moyens. Lors d'un road school à Altoona, ils sont sollicités sur le cas de Beverly Jean, jeune fille retrouvée morte et mutilée dans une décharge. De retour à Washington, Wendy leur présente le système qu'elle utilise pour classifier les comportements des tueurs : organisés / désorganisés, etc. Mais les trois sont convoqués par Shepard, leur supérieur, d'abord mécontent de ne pas avoir été informé de demandes financières faites par Wendy, puis heureux d'annoncer que ces subventions sont arrivées.

### Épisode 5:Les Indices
A Altoona, Bill et Holden rencontrent chez lui Benji, le fiancé de la jeune femme retrouvée dans une décharge, puis la mère de ce dernier. À Quantico, Holden discute avec Wendy de ses intuitions : elle l'encourage à les utiliser tout en s'appuyant aussi sur leur méthodologie en cours d'élaboration. Holden et Bill résolvent ensuite le meurtre, avec l'interrogatoire du beau-frère de Benji et surtout de sa sœur, qui avoue que les 2 hommes l'ont appelée un soir pour les aider à cacher le cadavre.

### Épisode 6:L'Affaire Altoona
Shepard propose à Wendy un poste à temps plein pour travailler avec Bill et Holden. Ceux-ci, à Altoona, interrogent à nouveau Benji et son beau-frère pour tenter de déterminer qui des deux est le meurtrier. Ils réentendent également la sœur de Benji. De retour à Quantico, ils font écouter les enregistrements à Wendy, qui comprend que la jeune femme est aussi complice du meurtre. Plus tard, Holden et Debbie vont dîner chez Bill et Nancy Tench, dans le couple desquels on sent des tensions. Ils viennent d'adopter un petit garçon, Brian. Bill est très pris et fatigué par son travail, et sa femme lui reproche de la laisser seul avec l'enfant. Holden et Wendy se rendent ensuite ensemble à Altoona pour rencontrer le procureur, à qui Wendy expose son analyse : comment les trois suspects sont responsables à parts égales. Wendy rentre ensuite à Boston où elle retrouve une femme plus âgée, qui est sa compagne. Entre sa relation avec elle et l'offre du FBI, Wendy choisit le FBI. Elle propose à Bill et Holden de rencontrer un nouveau criminel, Jerry Brudos.

### Épisode 7:Le Déménagement
Holden et Bill rencontrent Jerry Brudos, mais l'interview n'apporte rien car il nie les meurtres pour lesquels il a été condamné. Lors du debriefing avec Wendy, elle les encourage à utiliser des détails de leurs vies personnelles, vrais ou faux, pour provoquer la parole. Quand Holden fait du shopping avec Debbie, il achète des chaussures à talons pour les offrir à Brudos, qui aime se travestir et est obsédé par les chaussures de femmes. Celui-ci est alors beaucoup plus bavard au rendez-vous suivant. Mais Wendy n'est pas d'accord et reproche vivement à Holden et Bill leur manœuvre. Plus tard, Bill et sa femme sont au restaurant et se disputent au sujet de leur fils Brian, un enfant mutique. Au même moment, la baby-sitter découvre cachée sous le lit de Brian, une photo de scène de crime prise dans le bureau de son père. En revoyant cette photo du cas Ada Jeffries (épisode 1), Bill remarque alors le détail d'un nœud marin. Le lendemain matin, Holden apporte un café à Wendy et ils rediscutent calmement de Brudos. Puis Bill avoue à Wendy qu'il est au bout du rouleau… Dans la dernière scène, Debbie se montre à Holden en sous-vêtements sexy, sans réussir à l'exciter car elle porte les mêmes chaussures que celles qu'il a offertes à Brudos.

### Épisode 8:Les Plaintes
Holden intervient dans une école primaire pour sensibiliser les enfants aux comportements dérangeants, violents qu'ils peuvent avoir parfois entre eux et envers les animaux. Une institutrice lui parle du directeur qui chatouille les pieds des enfants dans son bureau et leur donne des pièces de monnaie. Il commence une enquête à ce sujet. Au plan privé, il se rend compte que Debbie semble s'être rapproché d'un certain Patrick. Au bureau, Bill lui indique qu'ils doivent se préoccuper en urgence du recrutement d'un assistant. Un bon candidat, noir, est mis sur la touche car selon Wendy sa couleur de peau va poser problème, les criminels qu'ils interviewent étant pour la plupart racistes. Shepard leur présente alors Gregg Smith, fils d'un ami, qui est pris à l'essai. Holden l'emmène avec lui à l'école primaire confronter le directeur - qu'il estime dangereux pour les enfants - et parler à des institutrices et des parents. Plus tard, il est convoqué par Shepard qui lui passe un savon sur cette affaire absolument pas du ressort du FBI (Gregg lui a tout dit). C'est ensuite Bill qui se fâche à nouveau en lui reprochant de ne pas être professionnel. Pour couronner le tout, Holden semble bel et bien avoir perdu Debbie.

### Épisode 9:L'Enquête
Pendant l'interview de Richard Speck, emprisonné dans l'Illinois pour le meurtre de 8 jeunes femmes en une soirée, Holden choisit de s'exprimer dans le même registre vulgaire que le prisonnier, afin de le faire réagir. Mais Bill lui conseille ensuite de détruire la cassette de l'enregistrement, ou du moins de couper le passage le plus choquant pour éviter les ennuis. On sent que l'écart se creuse entre les deux hommes, qui ont des approches souvent très différentes dans leur travail. Gregg reçoit donc la consigne de couper le passage problématique dans la transcription de l'enregistrement. Lors du débriefing de cette interview avec l'équipe, est prononcée pour la e l'expression "serial killer". Plus tard, un fax du bureau du FBI à Atlanta informe l'équipe du meurtre d'une fillette de 12 ans. Holden et Bill s'y rendent, et sur la scène de crime, Bill remarque les arbres fraîchement élagués. Ils apprennent qu'un employé de l'entreprise d'élagage a déjà fait l'objet d'une enquête pour viol. L'homme va être arrêté. A Quantico, Shepard apprend à Wendy que la police interne du FBI a reçu une plainte de Speck, et lui demande de rassembler tout le matériel à son sujet. Bill, Holden et Gregg présentent leurs dossiers, sans la cassette. Les enquêteurs demandent à l'écouter, mais Gregg, mal à l'aise, l'eut répond que l'enregistrement a été effacé. A peine redescendus dans leur bureau, ils comprennent que Shepard et Wendy ont trouvé et écouté la bande, et en sont fort mécontents. S'ensuit un débat pour savoir que faire. Shepard tranche : on ne dit rien. Mais le soir, Gregg, resté seul, glisse la cassette dans une enveloppe à destination des enquêteurs.

### Épisode 10:Les Aveux
Holden reçoit une carte de Kemper, qui lui demande de lui rendre visite. Bill apprend que le suspect dans la mort de la fillette d'Atlanta, Darell Devier, a été relâché après être passé avec succès au détecteur de mensonge. Il demande à la police locale de le reconvoquer et se rend à Atlanta avec Holden. Devier finit par craquer et avouer. Les journaux parlent de cette réussite et des nouvelles techniques d'interrogatoire utilisées par le FBI, ce qui inquiète Wendy. En effet, les criminels ne voudront plus leur parler si leurs témoignages sont utilisés pour arrêter et envoyer un des leurs sur la chaise électrique. Elle échoue dans sa demande au procureur d'Atlanta de ne pas requérir la peine de mort contre Darrell Devier et ressort de cet entretien très déprimée. Holden de son côté rompt avec Debbie et apprend la tentative de suicide de Kemper. Par ailleurs, la police interne du FBI, ayant reçu la cassette de l'interrogatoire de Speck, va interroger l'équipe. Shepard leur demande de dire la vérité. Holden ne se laisse pas impressionner et refuse de répondre aux enquêteurs. Ceux-ci lui apprennent que Bill a émis des doutes quant aux techniques extrêmes qu'il utilise lors des interrogatoires. Holden est déçu et se rend ensuite seul au chevet de Kemper, à l'hôpital. À un moment, ce dernier semble menaçant et s'approche de lui pour... le serrer affectueusement dans ses bras. Mais Holden, terrifié, le repousse et s'enfuit de la chambre avant de s'écrouler dans le couloir, victime d'une crise de panique.

## Liste des épisodes de la seconde saison (2019)

### Résumé
À la fin des années 70, Holden, Bill et Wendy continuent leur travail de terrain et d'analyse sur les tueurs en série. Leur équipe s'est agrandie, un nouveau chef arrive, enthousiaste et ayant foi en leurs travaux. En parallèle de leur vie professionnelle, chacun fait face à des obstacles divers dans sa vie privée : Holden apprend à gérer des crises de panique dues à de nombreuses tensions au travail et à la rupture avec sa petite amie Debbie (saison 1). Wendy rencontre une femme mais peine à trouver le juste équilibre émotionnel, et Bill se heurte à un drame où son fils de huit ans, Brian, est impliqué, ce qui fragilise son couple. Les exigences de leur profession coûteront finalement leur vie sentimentale aux trois protagonistes.
La police d'Atlanta fait appel à leurs talents pour une série d'infanticides qui secoue la ville depuis 1979. Holden et Bill reçoivent l'aide d'un inspecteur local, Jim Barney. Après plusieurs mois d'enquête, ils arrêtent un certain Wayne Williams. Holden est persuadé de sa culpabilité, mais de nombreux doutes persistent. Williams sera finalement condamné en 1981 pour deux meurtres d'adultes et non pour les 28 enfants portés disparus.

### Épisode 1
Le premier épisode de la saison 2 se déroule quelques jours après la dernière scène de la saison 1. Holden est hospitalisé en Californie, à la suite de son malaise lors de sa visite à Ed Kemper. Bill vient le chercher. L'ambiance est très tendue dans le groupe, mais l'arrivée surprise d'un nouveau patron, Ted Gunn, en remplacement de Shepard, va arranger quelque peu les choses : plus de considération, plus de moyens, des bureaux plus grands et l'abandon de l'enquête interne contre eux (saison 1). Holden est désormais censé être coaché et surveillé de près par Wendy et Bill, à la demande de Gunn. Bill reprend une enquête sur un tueur qui sévit depuis 5 ans dans le Kansas, le mystérieux BTK. Holden obtient de Gunn la promesse d'obtenir un entretien avec Charles Manson. Il s'ouvre à Wendy sur son problème de crises d'angoisse et lui demande conseil. Tout semble s'arranger, mais lors de la soirée fêtant le départ de Shepard, il s'écroule à nouveau lorsque ce dernier l'insulte et l'accuse d'être responsable de sa mise en retraite forcée.

### Épisode 2
Bill se rend dans le Kansas pour l'enquête sur BTK et visite une première scène de crime, une maison abandonnée depuis 5 ans, où une famille entière a été assassinée. Puis il rencontre un jeune homme qui a survécu à une agression de ce même tueur et qui est encore terrorisé des années après. A son retour à Quantico, il décide avec Holden de rencontrer David Berkowitz, "le fils de Sam", célèbre tueur new yorkais avec qui BTK semble présenter des similitudes. Malgré les réticences de Wendy, l'interview a lieu et elle est fructueuse, apportant de nouveaux éléments pour leur étude. Holden parvient même à démasquer Berkowitz et à montrer qu'il a trompé la justice en plaidant la folie. Sur le plan personnel, Bill et Wendy ont fait la paix et se promettent d'être plus transparents à l'avenir, notamment pour mieux surveiller Holden.

### Épisode 3
Bill et sa femme Nancy viennent d'apprendre qu'un meurtre d'enfant a été commis dans leur quartier. Nancy est très choquée, il s'agit d'un bébé de 2 ans, d'une famille qu'elle connaît. Bill annule donc son déplacement à Atlanta où il devait aller avec Holden interroger William Pierce et William Hance, 2 tueurs en série, 2 nouveaux cas pour leur étude. Holden s'y rend seul, accompagné sur place de Jim Barney, un agent du bureau local qui avait postulé pour rejoindre leur service (saison 1). Lors de son séjour, Holden est approché par des femmes dont les enfants ont mystérieusement disparu. Au total, il s'agit d'une dizaine de disparitions inexpliquées de jeunes garçons afro-américains, et les familles sont indignées par l'absence d'enquête sérieuse. Holden commence à se renseigner, aidé de Jim. À son retour à Quantico, Wendy lui reproche d'avoir bâclé les interviews de Pierce et Hance, qui ont un profil auquel clairement il ne s'intéresse pas, mais qui d'après elle et Bill sont importants pour leur étude : des tueurs peu intelligents, des crimes non prémédités et peu sophistiqués, mais un comportement post-crimes étonnement élaboré.

### Épisode 4
Holden continue ses investigations sur les disparitions d'Atlanta et présente sa théorie à Gunn, Wendy et Bill. Si ses 2 collègues sont très sceptiques quant à un lien entre les différents cas, Gunn lui accorde la possibilité de poursuivre son enquête en off, et uniquement depuis Quantico. Mais bientôt un autre enfant disparaît, et comme cette fois il y a une demande rançon, le FBI est sollicité. Holden et Bill se rendent donc à Atlanta, tandis que Wendy et Gregg décident d'assurer eux-mêmes l'interrogatoire de leur sujet d'étude suivant : Wayne Henley, un jeune homme qui, à l'âge de 14 ans, s'est retrouvé sous la coupe du serial killer Dean Corll, dit "Candy Man", dont il a d'abord été la victime puis le complice, avant de le tuer. Wendy s'avère être très bonne en interrogatoire. A Atlanta, Holden commence à expliquer prudemment sa théorie d'un kidnappeur unique, il rencontre aussi à nouveau les mères d'enfants disparus, qui ont constitué une association. Mais la demande de rançon n'aboutit pas, et Bill a dû rentrer précipitamment chez lui lorsqu'il a appris que son fils Brian était mêlé à la mort du bébé de leurs voisins. Dans un registre plus léger, Wendy sort avec une barmaid, Kay, rencontrée plusieurs fois lorsqu'elle prenait un verre avec Holden et Bill.

### Épisode 5
Bill et Nancy sont sous le choc, la police leur ayant appris que leur fils Brian était présent lors de la mort du bébé, et qu'il aurait proposé d'aller cacher le corps dans le sous-sol d'une maison vide… Les soucis continuent de s'accumuler pour Bill qui est convoqué par son supérieur et se fait sermonner pour avoir laissé Holden gérer seul la situation à Atlanta. Le FBI a été retiré de l'affaire, puisqu'il n'y a plus de demande de rançon, et également pour des raisons politiques. 
De son côté, Wendy passe la nuit avec Kay, la barmaid, et malgré leurs différences de caractère et de style de vie, tout semble bien se passer entre elles. 
Plus tard, l'équipe est en train de débriefer l'interview de Henley lorsque Gunn vient leur annoncer qu'il a obtenu une rencontre avec Charles Manson, et aussi qu'il les invite à une soirée chez lui. 
Tandis que Bill et sa femme entament un long processus de suivi judiciaire et psychologique avec Brian, l'interview de Manson se prépare activement. 
Le jour J, l'entretien est très houleux et interrompu par un Bill excédé d'entendre Manson leur faire la leçon. Holden rencontre ensuite seul Charles Watson, dit "Tex" un des disciples de Manson, tandis que Bill doit rentrer pour un rendez-vous chez le psy de Brian. 
Plus tard, lors de la soirée chez Gunn, Wendy et Bill se rapprochent un peu lorsque ce dernier lui confie ses problèmes avec son fils.

### Épisode 6
L'équipe prépare la prochaine interview de Paul Bateson, un tueur adepte du sado-maso, qui a été condamné pour le meurtre d'un homosexuel et est soupçonné d'en avoir tué d'autres. Mais Wendy et Gregg vont devoir continuer sans Holden et Bill, l'un étant appelé de nouveau à Atlanta et l'autre devant se rendre à un séminaire du FBI. Wendy est découragée de constater que ses collègues sont sans cesse appelés sur le terrain en s'en ouvre à Bill. Cela ne l'empêche pas de réaliser d'une main de maître l'interrogatoire de Bateson, en réussissant même à le faire parler des meurtres non élucidés, juste avant qu'il ne se ferme par peur d'en dire trop. Bill, exténué, enchaîne sur Atlanta après son séminaire. Il retrouve Holden et avec la police locale ils reprennent à zéro les fouilles, les enquêtes de voisinage… Bientôt de nouveaux corps sont trouvés, et à proximité, des pièces à conviction qui mènent à l'arrestation d'un suspect. Malgré tous les efforts que fait la police pour tenir à distance les médias, les journalistes sont prévenus et compromettent le travail des enquêteurs…

## Accueil
La première saison a reçu des critiques positives. Sur Metacritic, la saison a un score de 79 sur 100 fondé sur 25 critiques, indiquant les « critiques généralement favorables ». Sur Rotten Tomatoes, il a une note de « certifié frais » de 97 % avec un score moyen de 7,97 sur 10, fondé sur 95 avis, et les critiques consensuelles du site, « Mindhunter se distingue dans un genre encombré avec des visuels cinématographiques ambitieux et une attention méticuleuse au développement des personnages ».
La première saison de Mindhunter a été nommée parmi les meilleures séries de 2017 ; elle a été classée no 10 sur la liste de fin d'année de Metacritic établie à partir de classements de divers critiques et publications.
La seconde saison a également été acclamée. Sur Metacritic, la saison a obtenu un score moyen de 83 sur 100 selon 10 critiques. Sur Rotten Tomatoes, la seconde saison est approuvée à 98 % sur une base de 52 commentaires, avec une note moyenne de 8,43 sur 10. Le consensus critique du site indique : « Mindhunter élargit ses horizons narratifs sans perdre de vue les détails qui ont rendu sa première saison si riche, en créant une deuxième saison effrayante qui est à la fois troublante et absorbante. »